# Motyle dzienne Bułgarii
Motyle dzienne Bułgarii – ogół taksonów motyli zaliczanych do grupy motyli dziennych (Rhopalocera), czyli nadrodzin Hesperioidea i Papilionoidea, których występowanie stwierdzono na terenie Bułgarii.
Według checklisty Hristiny Hristowej i Stojana Beszkowa do 2017 roku potwierdzono występowanie w Bułgarii 215 gatunków motyli dziennych z 6 rodzin. 4 gatunki wykazano dopiero w XXI wieku. 46 gatunków jest zagrożonych wymarciem na terenie tegoż kraju, w tym 4 gatunki umieszczone są w kategorii krytycznie zagrożonych (CR), 11 w kategorii zagrożonych (EN), a 31 w kategorii narażonych na wymarcie (VU).

## Hesperioidea

### Powszelatkowate(Hesperidae)
W Bułgarii stwierdzono występowanie 27 gatunków:
- Carcharodus alceae – warcabnik ślazowiec
- Carcharodus floccifera
- Carcharodus lavatherae
- Carcharodus orientalis
- Carterocephalus palaemon – kosternik palemon
- Erynnis marloyi
- Erynnis tages – powszelatek brunatek
- Gegenes nostrodamus
- Hesperia comma – karłątek klinek
- Heteropterus morpheus – rojnik morfeusz
- Muschampia cribrellum
- Muschampia tessellum
- Ochlodes sylvanus – karłątek kniejnik
- Pyrgus andromedae
- Pyrgus armoricanus – powszelatek armorykański
- Pyrgus alveus – powszelatek alweus
- Pyrgus carthami – powszelatek chabrowiec
- Pyrgus cacaliae
- Pyrgus cinarae
- Pyrgus malvae – powszelatek malwowiec
- Pyrgus serratulae – powszelatek sierpikowiec
- Pyrgus sidae
- Spialia orbifer
- Spialia phlomidis
- Thymelicus acteon – karłątek akteon
- Thymelicus lineola – karłątek ryska
- Thymelicus sylvestris – karłątek leśny

## Papilionoidea

### Bielinkowate(Pieridae)
W Bułgarii stwierdzono występowanie 25 gatunków:
- Anthocharis cardamines – zorzynek rzeżuchowiec
- Anthocharis gruneri
- Aporia crataegi – niestrzęp głogowiec
- Colias alfacariensis – szlaczkoń południowiec
- Colias caucasica balcanica
- Colias croceus – szlaczkoń sylwetnik
- Colias erate – szlaczkoń erate
- Colias hyale – szlaczkoń siarecznik
- Colias myrmidone
- Euchloe ausonia
- Euchloe penia
- Gonepteryx cleopatra – latolistek kleopatra
- Gonepteryx farinosа
- Gonepteryx rhamni – latolistek cytrynek
- Leptidea duponcheli
- Leptidea juvernica
- Leptidea sinapis – wietek gorczycznik
- Pieris balcana
- Pieris brassicae – bielinek kapustnik
- Pieris ergane
- Pieris krueperi
- Pieris mannii
- Pieris napi – bielinek bytomkowiec
- Pieris rapae – bielinek rzepnik
- Pontia chloridice
- Pontia edusa – bielinek rukiewnik

### Modraszkowate(Lycaenidae)
W Bułgarii stwierdzono występowanie 60 gatunków z trzech podrodzin:

### Ogończyki(Theclinae)
- Callophrys rubi – zieleńczyk ostrężyniec
- Favonius quercus – pazik dębowiec
- Satyrium acaciae – ogończyk akacjowiec
- Satyrium ilicis – ogończyk ostrokrzewowiec
- Satyrium pruni – ogończyk śliwowiec
- Satyrium spini – ogończyk tarninowiec
- Satyrium w-album – ogończyk wiązowiec
- Thecla betulae – pazik brzozowiec

### Czerwończyki(Lycaeninae)
- Lycaena alciphron – czerwończyk zamgleniec
- Lycaena candens
- Lycaena dispar – czerwończyk nieparek
- Lycaena helle – czerwończyk fioletek
- Lycaena ottomanus
- Lycaena phlaeas – czerwończyk żarek
- Lycaena virgaureae – czerwończyk dukacik
- Lycaena thersamon
- Lycaena tityrus – czerwończyk uroczek

### Modraszki(Polyommatinae)
- Aricia agestis – modraszek agestis
- Aricia artaxerxes – modraszek artakserkses
- Aricia anteros
- Aricia eumedon
- Cacyreus marshalli
- Chilades trochylus
- Celastrina argiolus – modraszek wieszczek
- Cupido alcetas
- Cupido argiades – modraszek argiades
- Cupido decolorata – modraszek blady
- Cupido minimus
- Cupido osiris
- Glaucopsyche alexis – modraszek aleksis
- Iolana iolas
- Lampides boeticus
- Leptotes pirithous – modrogończyk wędrowiec
- Phengaris arion
- Phengaris alcon – modraszek alkon
- Phengaris nausithous – modraszek nausitous
- Plebejus argus
- Plebejus argyrognomon
- Plebejus dardanus
- Plebejus idas
- Plebejus sephirus
- Polyommatus admetus
- Polyommatus amandus – modraszek amandus
- Polyommatus aroaniensis
- Polyommatus bellargus
- Polyommatus coridon – modraszek korydon
- Polyommatus damon – modraszek damon
- Polyommatus daphnis – modraszek dafnid
- Polyommatus dorylas – modraszek dorylas
- Polyommatus eros eroides
- Polyommatus escheri
- Polyommatus icarus – modraszek ikar
- Polyommatus nephohiptamenos
- Polyommatus orphicus
- Polyommatus ripartii – modraszek gniady
- Polyommatus semiargus – modraszek semiargus
- Polyommatus thersites
- Pseudophilotes vicrama schiffermuelleri
- Scolitantides orion – modraszek orion
- Tarucus balkanica

### Paziowate(Papilionidae)
W Bułgarii stwierdzono występowanie 6 gatunków:
- Iphiclides podalirius – paź żeglarz
- Papilio machaon – paź królowej
- Parnassius apollo – niepylak apollo
- Parnassius mnemosyne – niepylak mnemozyna
- Zerynthia cerisy ferdinandi – zygzakowiec ogoniasty
- Zerynthia polyxena – zygzakowiec kokornakowiec

### Rusałkowate(Nymphalidae)
W Bułgarii stwierdzono występowanie 96 gatunków z X podrodzin:

#### Apaturinae
- Apatura ilia – mieniak strużnik
- Apatura iris – mieniak tęczowiec
- Apatura metis – mieniak metisowy

#### Libytheinae
- Libythea celtis

#### Limenitidinae
- Limenitis camilla – pokłonnik kamilla
- Limenitis populi – pokłonnik osinowiec
- Limenitis reducta
- Neptis rivularis – pasyn lucylla
- Neptis sappho – pasyn debrak

#### Nymphalinae
- Aglais io – rusałka pawik
- Aglais urticae – rusałka pokrzywnik
- Araschnia levana – rusałka kratkowiec
- Argynnis adippe – dostojka adype
- Argynnis aglaja – dostojka aglaja
- Argynnis niobe – dostojka niobe
- Argynnis paphia – dostojka malinowiec
- Argynnis pandora – dostojka pandora
- Boloria dia – dostojka dia
- Boloria eunomia – dostojka eunomia
- Boloria euphrosyne – dostojka eufrozyna
- Boloria graeca balcanica
- Boloria pales rilaensis
- Boloria selene – dostojka selene
- Brenthis daphne – dostojka dafne
- Brenthis hecate
- Brenthis ino – dostojka ino
- Euphydryas aurinia – przeplatka aurinia
- Euphydryas cynthia
- Euphydryas maturna opulenta
- Issoria lathonia – dostojka latonia
- Melitaea arduinna rhodopensis
- Melitaea athalia – przeplatka atalia
- Melitaea aurelia – przeplatka aurelia
- Melitaea britomartis – przeplatka britomartis
- Melitaea cinxia – przeplatka cinksia
- Melitaea diamina – przeplatka diamina
- Melitaea didyma – przeplatka didyma
- Melitaea ornata
- Melitaea phoebe – przeplatka febe
- Melitaea trivia
- Nymphalis antiopa – rusałka żałobnik
- Nymphalis polychloros – rusałka wierzbowiec
- Nymphalis vaualbum – rusałka laik
- Nymphalis xanthomelas – rusałka drzewoszek
- Polygonia c-album – rusałka ceik
- Polygonia egea
- Vanessa atalanta – rusałka admirał
- Vanessa cardui – rusałka osetnik

#### Oczennicowate(Satyrinae)
- Aphantopus hyperantus – przestrojnik trawnik
- Arethusana arethusa
- Brintesia circe – skalnik prozerpina
- Chazara briseis – skalnik bryzeida
- Coenonympha arcania – strzępotek perełkowiec
- Coenonympha glycerion – strzępotek glicerion
- Coenonympha leander
- Coenonympha oedippus – strzępotek edypus
- Coenonympha pamphilus – strzępotek ruczajnik
- Coenonympha rhodopensis
- Erebia aethiops – górówka medea
- Erebia alberganus phorcys
- Erebia cassioides
- Erebia euryale
- Erebia gorge pirinica – górówka gorge
- Erebia ligea – górówka boruta
- Erebia medusa – górówka meduza
- Erebia melas
- Erebia oeme
- Erebia orientalis
- Erebia ottomana
- Erebia pandrose ambicolorata
- Erebia pronoe – górówka pronoe
- Erebia rhodopensis
- Hipparchia fagi
- Hipparchia fatua
- Hipparchia semele – skalnik semele
- Hipparchia senthes
- Hipparchia statilinus – skalnik statilinus
- Hipparchia syriaca
- Hipparchia volgensis
- Hyponephele lupinus
- Hyponephele lycaon – przestrojnik likaon
- Kirinia climene
- Kirinia roxelana
- Lasiommata maera – osadnik kostrzewiec
- Lasiommata megera – osadnik megera
- Lasiommata petropolitana – osadnik petropolitana
- Lopinga achine
- Maniola jurtina – przestrojnik jurtina
- Melanargia galathea – polowiec szachownica
- Melanargia larissa
- Minois dryas – skalnik driada
- Pararge aegeria – osadnik egeria
- Pseudochazara anthelea amalthea
- Pseudochazara orestes
- Pyronia tithonus – przestrojnik titonus
- Satyrus ferula

### Wielenowate(Riodinidae)
W Bułgarii występuje 1 gatunek:
- Hamearis lucina – wielena plamowstęg